# Quasiracemat-Methode
Die Quasiracemat-Methode ist eine von Arne Fredga (1902–1992) in den 1960er Jahren entwickelte Methode zur thermoanalytischen Bestimmung der Konfiguration eines Enantiomers. 

## Hintergrund
Im festen Zustand kann ein racemisches Gemisch entweder als  racemische Verbindung, als Konglomerat oder als Pseudoracemat vorliegen. Durch Mischen von reinen Enantiomeren mit chemisch ähnlichen Enantiomeren, sogenannten Quasienantiomeren, etwa Enantiomere der Chlor- und Brombernsteinsäure, werden potentiell die gleichen Racematarten erhalten. Ein Quasiracemat ist dabei ein 1:1-racemische Verbindung von Quasienantiomeren. Eine Verbindungsbildung tritt nur zwischen Enantiomeren entgegengesetzter Konfiguration auf. 
Durch Aufnahme der Schmelzpunktkurven lassen sich die verschiedenen quasiracemischen Formen unterscheiden. Je nachdem, ob eine quasiracemische Verbindung, ein Konglomerat oder ein Pseudoracemat vorliegt, wird eine charakteristische Schmelzpunktkurve erhalten. Ist die absolute Konfiguration eines der Enantiomeren bekannt ist, lässt sich damit die absolute Konfiguration des unbekannten Enantiomers bestimmen. Die Methode wurde für verschiedene Stoffgruppen erfolgreich angewandt, etwa für phosphororganische Verbindungen.